# Bionic Commando (NES)
Bionic Commando (с англ. — «Бионический коммандос») — видеоигра в жанре платформер. Разработана и издана компанией Capcom в 1988 году для платформы NES. Также известна как The Resurrection of Hitler: Top Secret (с англ. — «Воскрешение Гитлера: Совершенно секретно»).

## Сюжет
Сюжет игры рассказывает о противостоянии двух государств: Федерации и Империи. Однажды силы Федерации нашли документ, в котором говорилось о начатом проекте «Альбатрос». Но проект не был закончен. О документе узнал Киллт — гениралисимус сил Империи. Он решает закончить этот проект. Когда силы Федерации узнали о замыслах Империи, они отправили национального героя — Супер Джо,чтобы он разведал о планах Империи и не дал им осуществиться. Но Джо попадает в плен. Тогда на помощь отправляют другого солдата — Натана Спенсера и отряд Удвоенных Сил. По мере продвижения игрок узнаёт, что основной частью проекта «Альбатрос» было воскрешение самого Гитлера и создание оружия.Когда он достигает комнаты с Гитлером, то оказывается, что он опоздал. Гитлер убивает Киллта и говорит Спенсеру, что покажет ему «ужас Альбатроса». Спенсер уничтожает «Альбатрос». Затем он подбирает базуку и бежит за Гитлером, который уже сидит в вертолёте. В прыжке он выстреливает по окну пилота и уничтожает Гитлера. Затем он и Джо улетают с разрушающегося острова героями.

## Геймплей
Геймплей игры не отличается от других игр подобного рода — игрок бегает по уровням и уничтожает врагов. Но главное разнообразие в геймплей вносит бионическая рука. Она помогает персонажу перебираться через пропасти, залезать на платформы и решать некоторые головоломки. Из-за наличия бионической руки персонаж не умеет прыгать — разработчики так дают понять, что персонаж не прыгнет с тяжёлой клешнёй на перевес. Ещё одной отличительной чертой геймплея игры является сами стычки с врагами. Игрок может нарваться на нескольких солдат при обычном прохождении уровня, а может и при переходе между локациями: при встрече с грузовиком противника начинается сражение в стиле Gun Smoke — двигаясь снизу-вверх, игрок отстреливается от противников, чтобы достигнуть конца и улететь. Также прилетая на базы «своих», можно отыскать интересные бонусы — броню, улучшенное оружие и клешню. Их можно выбирать при начале любого уровня. Ещё одной особенностью являются терминалы связи, через которые можно связаться с базой. Это чаще всего необходимо при прохождении. Если дверь закрыта — открыть её можно через ближайший терминал.

## Персонажи
- Натан Спенсер — главный герой игры. Один из бионических коммандос. Его отправляют в штаб Империи для спасения Супер Джо. Он находит и уничтожает Гитлера и «Альбатроса». Одет в зелёный комбинезон, ботинки. Рыжие волосы и очки. Бионическая рука вместо одной из настоящих.
- Супер Джо — один из героев игры. Национальный герой, отправленный в штаб Империи для уничтожения проекта «Альбатрос», но в итоге его захватывают силы Империи. Его спасает Лэдд.
- Киллт — гениралисимус сил Империи. Возглавлял ход завершения проекта «Альбатрос», но в итоге сам за это поплатился — воскрешённый Гитлер убивает его.
- Гитлер — это историческое лицо не нуждается в представлении. В конечном счёте его воскрешение вошло в проект «Альбатрос». После полного восстановления убивает Киллта и пытается уничтожить Спенсера при помощи «Альбатроса». Но Лэдд достигает диктатора и уничтожает его — тело Гитлера разрывает на куски.